# 柔毛胡枝子
柔毛胡枝子（学名：Lespedeza pubescens），为豆科胡枝子属下的一个植物种。